# Бейелер, Эрнст
Эрнст Бейелер (нем. Ernst Beyeler; 16 июля 1921, Базель, Швейцария — 25 февраля 2010) — швейцарский арт-дилер и коллекционер произведений искусства, который согласно «The New York Times» был «выдающимся европейским дилером в области современного искусства», а «The Daily Telegraph» назвала его «величайшим торговцем произведениями искусства со времён войны». В 1982 году он и его жена основали Фонд Бейелера, демонстрировавший их частную коллекцию, которая после его смерти была оценена в 1,85 миллиарда долларов США.

## Ранняя биография
Эрнст Бейелер родился 16 июля 1921 года в Базеле (Швейцария) в семье сотрудника Швейцарских железных дорог. Он получил своё высшее образование в Базельском университете, где изучал историю искусств и экономику.

## Карьера

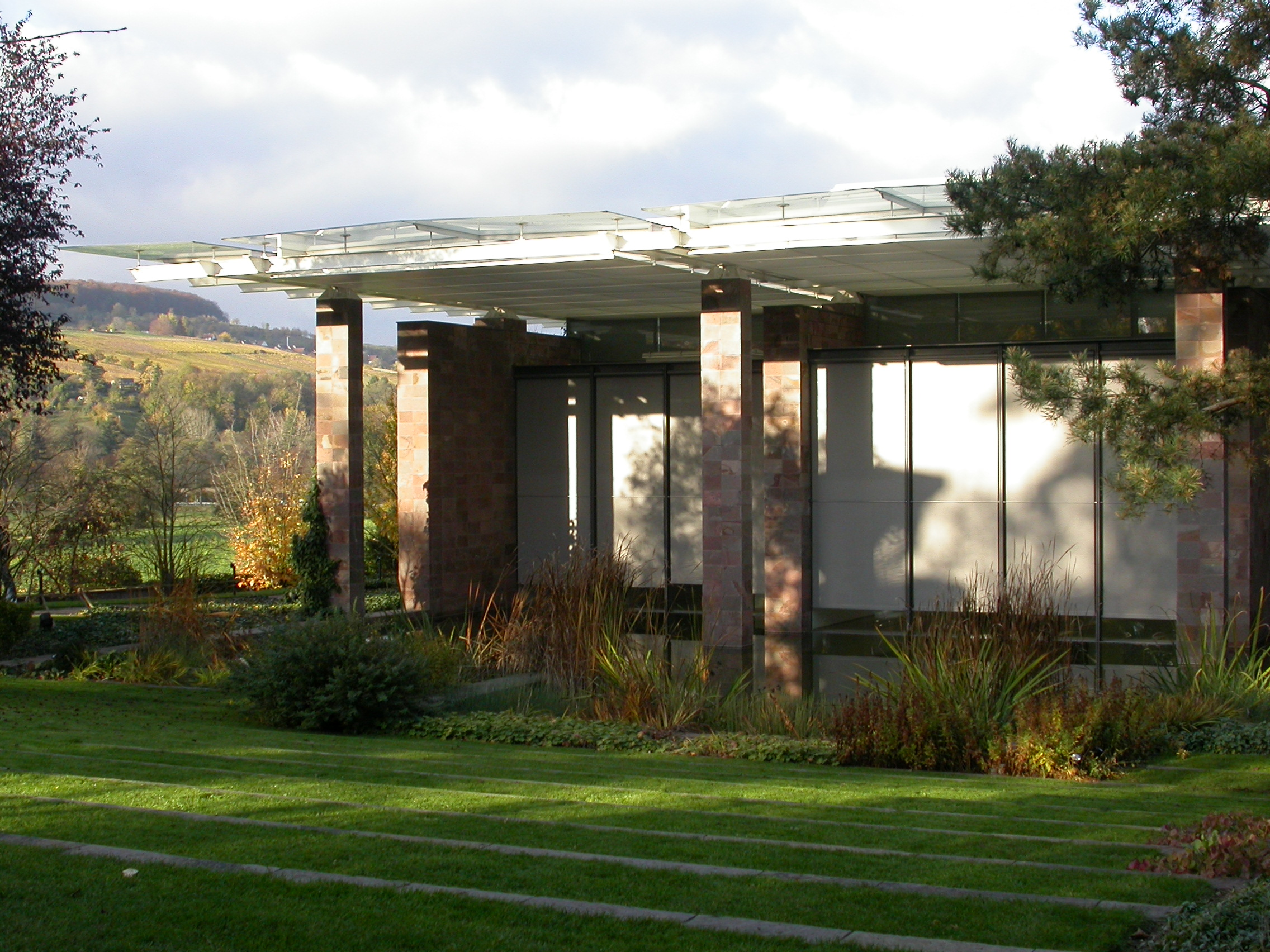
Фонд Бейелера

Бейелер первоначально намеревался стать экономистом, но начало Второй мировой войны помешало ему покинуть Швейцарию, и вместо этого он стал учеником Оскара Шлосса, антиквара-книготорговца в Базеле. Когда Шлосс умер в 1945 году, Бейелер возглавил его фирму в возрасте 24 лет. Он постепенно перешёл на торговлю художественными произведениями и провёл свою первую выставку (японских гравюр на дереве) всего через два года.
Ключевым событием в его карьере стала покупка в начале 1960-х годов 340 произведений искусства у американского банкира, промышленника и коллекционера произведений искусства Дж. Дэвида Томпсона. Его коллекция включала в себя произведения Жоржа Брака, Поля Сезанна, Пауля Клее, Фернана Леже, Анри Матисса, Клода Моне, Пабло Пикассо и Пита Мондриана. Бейелер приобрёл 70 работ Альберто Джакометти у Томпсона, которые были разделены между цюрихским Кунстхаусом, Базельским художественным музеем и Винтертурским художественным музеем. Согласно журналу «Pittsburgh Quarterly» решение Томпсона не строить здание для своей коллекции сделало состояние Бейелера, и по иронии судьбы именно у Бейелера появился музей, хранящий его коллекцию и носящий его имя.
Бейелер развил тесные отношения со многими из великих художников XX века. Он подружился с Пикассо в 1950-х годах, и когда он посетил Мужен в 1966 году, Пикассо позволил ему выбрать 26 своих картин для продажи.
В 1973 году Бейелер заплатил 180 000 долларов США за абстрактный пейзаж Виллема де Кунинга «Полицейская газета», эта сумма стала рекордной для художника на тот момент. В 1989 году швейцарский арт-дилер приобрёл за 14,7 миллионов долларов США кубистическую картину Фернана Леже «Контраст форм», что также для Леже стало рекордной ценой для его произведения тогда. В конечном итоге коллекция произведений искусства Бейелера стоила не менее 2 миллиардов швейцарских франков. В 2010 году «The Washington Post» сообщила, что его коллекция «стоит не менее $ 1,85 млрд».
В 1982 году вместе со своей женой и коллегой, арт-дилером Хильдой «Хильди» Кунц, он основал Фонд Бейелера для демонстрирования своей частной коллекции.

## Личная жизнь
В 1948 году Бейелер женился на Хильде «Хильди» Кунц (1922—2008).

## Смерть
Бейелер умер 25 февраля 2010 года в своём доме недалеко от Базеля. У него не было детей.